# Senkiwka (Boryspil)
Senkiwka (ukrainisch Сеньківка; russisch Сеньковка Senkowka) ist ein Dorf in der ukrainischen Oblast Kiew mit etwa 1000 Einwohnern (2001) und einer Fläche von 3,904 km².

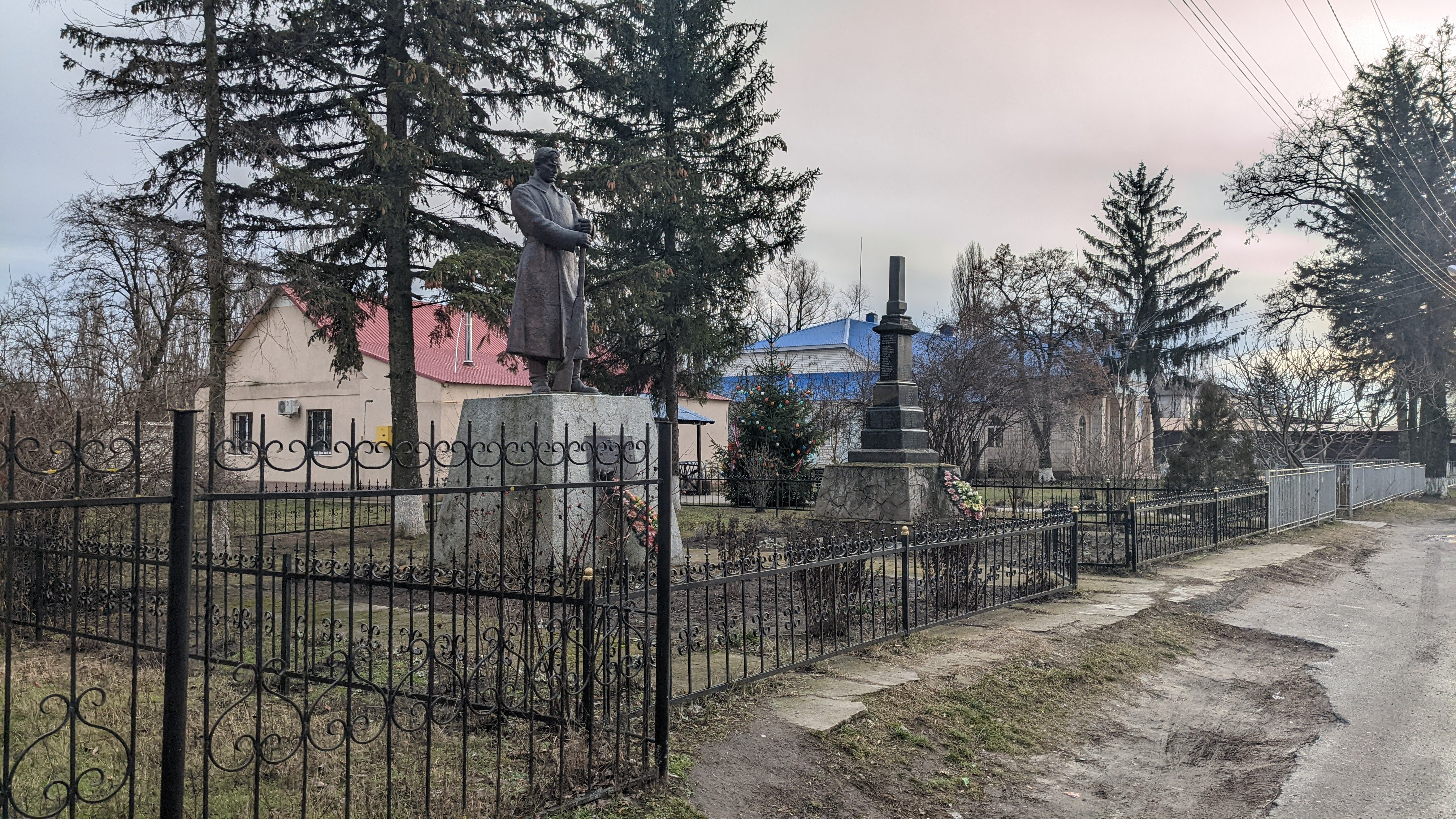
Denkmal im Ort

In dem erstmals 1697 schriftlich erwähnten Dorf lebten der Volkszählung von 1926 nach 2051 Menschen und laut der Geschichte der Städte und Dörfer der Ukrainischen SSR besaß das Dorf Anfang der 1970er Jahre 1344 Einwohner.

## Gemeinde
Am 12. Juni 2020 wurde das Dorf ein Teil der neugegründeten Stadtgemeinde Boryspil, bis dahin bildete es zusammen mit den Dörfern Andrijiwka (Андріївка), Horobijiwka (Горобіївка), Hryhoriwka (Григорівка), Perehudy (Перегуди) und Welyka Staryzja (Велика Стариця) die gleichnamige Landratsgemeinde Senkiwka (Сеньківська сільська рада/Senkiwska silska rada) im Nordosten des Rajons Boryspil.

## Geografische Lage
Die Ortschaft liegt auf einer Höhe von 103 m am Ufer der Krassyliwka (Красилівка), einem 18 km langen Nebenfluss des Trubisch, 15 km nordöstlich vom Rajonzentrum Boryspil und 47 km östlich von Kiew. Westlich vom Dorf verläuft die Territorialstraße T–10–04.

## Söhne und Töchter der Ortschaft
- Olessja Rybtschenko (Олеся Григорівна Рибченко; * 15. Februar 1982), Malerin[6]